# Kao, Tonga

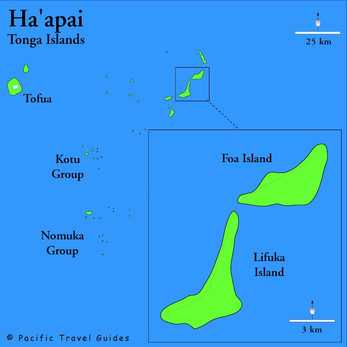
Ha'apaiöarna, Kao i den vänstra övre delen

Kao (tonganska Ko Kao) är en ö i ögruppen Ha'apaiöarna som tillhör Tonga i södra Stilla havet.

## Geografi
Kao ligger cirka 80 km nordväst om Lifuka och ca 160 kilometer norr om Tongatapu.
Den obebodda ön är en vulkanö och har en areal om cirka 11.6 km² och ligger endast ca 6 km nordöst om ön Tofua.
Vulkantoppen når en höjd på ca 1.046 m ö.h. och är därmed den högsta höjden i hela Tonga. Förvaltningsmässigt är ön del i distriktet Ha'apai division (2).

## Historia
Ön upptäcktes av brittiske James Cook 1774.
Vulkanen har inte haft ett utbrott i modern tid.